# 伊藤勇樹
伊藤 勇樹（いとう ゆうき、1991年11月14日 - ）は、日本のオートバイレーサー。東京都出身。

## 戦績
- 2006年 - 全日本ロードレース選手権 GP250 ランキング19位（ヤマハ・TZR250）
- 2007年 - 全日本ロードレース選手権 GP250 ランキング12位（ヤマハ・TZR250） / 東日本チャレンジカップ GP250 シリーズチャンピオン（ヤマハ・TZR250）
- 2008年 - 全日本ロードレース選手権 GP250 ランキング9位（ヤマハ・TZR250）
- 2010年 - 全日本ロードレース選手権 ST600（ヤマハ・YZF-R6）
- 2011年 - 全日本ロードレース選手権 ST600 ランキング19位（ヤマハ・YZF-R6）
- 2012年 - 全日本ロードレース選手権 ST600 ランキング10位（ヤマハ・YZF-R6） / アジアロードレース選手権（英語版） SS600 ランキング5位（ヤマハ・YZF-R6）
- 2013年 - 全日本ロードレース選手権 ST600 ランキング11位（ヤマハ・YZF-R6） / アジアロードレース選手権 SS600 ランキング4位（ヤマハ・YZF-R6）
- 2014年 - 全日本ロードレース選手権 ST600 ランキング8位（ヤマハ・YZF-R6） / アジアロードレース選手権 SS600 ランキング2位（ヤマハ・YZF-R6）
- 2015年 - 全日本ロードレース選手権 JSB1000 ランキング16位（ヤマハ・YZF-R1） / アジアロードレース選手権 SS600 ランキング4位（ヤマハ・YZF-R6）
- 2016年 - アジアロードレース選手権 SS600 ランキング13位（ヤマハ・YZF-R6）
- 2017年 - アジアロードレース選手権 SS600 ランキング4位（ヤマハ・YZF-R6）
- 2018年 - 全日本ロードレース選手権 J-GP2 / アジアロードレース選手権 SS600（ヤマハ・YZF-R6）

### ロードレース世界選手権
- 凡例
- ボールド体のレースはポールポジション、イタリック体のレースはファステストラップを記録。

| シーズン | クラス | バイク | 1   | 2   | 3   | 4   | 5   | 6   | 7   | 8   | 9   | 10  | 11  | 12  | 13  | 14     | 15  | 16  | 17  | 順位 | ポイント |
| -------- | ------ | ------ | --- | --- | --- | --- | --- | --- | --- | --- | --- | --- | --- | --- | --- | ------ | --- | --- | --- | ---- | -------- |
| 2008年   | 250cc  | ヤマハ | QAT | SPA | POR | CHN | FRA | ITA | CAT | GBR | NED | GER | CZE | RSM | INP | JPN 23 | AUS | MAL | VAL | NC   | 0        |

### アジアロードレース選手権
- 凡例
- ボールド体のレースはポールポジション、イタリック体のレースはファステストラップを記録。

| 年                | クラス  | バイク | 1      | 1      | 2       | 2     | 3     | 3     | 4     | 4     | 5     | 5     | 順位 | ポイント |
| 年                | クラス  | バイク | R1     | R2     | R1      | R2    | R1    | R2    | R1    | R2    | R1    | R2    | 順位 | ポイント |
| ----------------- | ------- | ------ | ------ | ------ | ------- | ----- | ----- | ----- | ----- | ----- | ----- | ----- | ---- | -------- |
| 2022年 （英語版） | ASB1000 | ヤマハ | CHA 10 | CHA 10 | SEP Ret | SEP 9 | SUG 7 | SUG 3 | SEP 6 | SEP 4 | CHA 8 | CHA 7 | 6位  | 84       |